# Marios Elia
Marios Elia (* 14. April 1979 in Nikosia) ist ein zyprischer ehemaliger Fußballspieler.
Elia spielt seit der Jugend bei Apoel Nikosia. Von 1998 bis 2014 spielte er in der 1. Mannschaft des Vereins. Zwischenzeitlich wurde er an Doxa Katokopias und Ethnikos Achna ausgeliehen, um mehr Spielpraxis zu bekommen. Mit Apoel Nikosia wurde er mehrmals zyprischer Meister und Pokalsieger. Für die Nationalmannschaft Zypern bestritt er seit 2003 40 Länderspiele.